# Pluvialis fulva

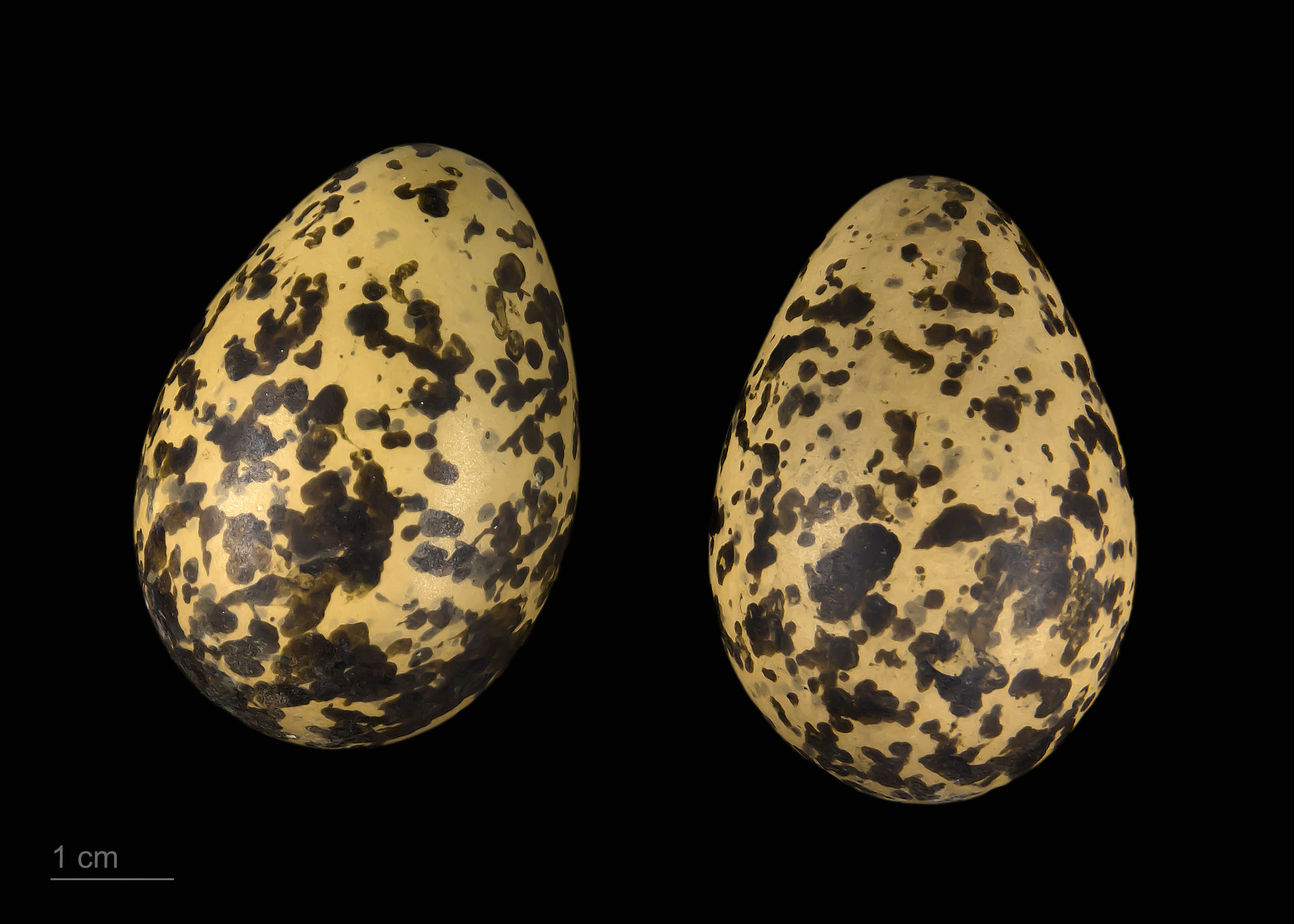
Pluvialis fulva - MHNT

El chorlito dorado asiático, chorlito dorado siberiano o chorlo dorado del Pacífico (Pluvialis fulva) es un ave de tamaño mediano perteneciente a la familia Charadriidae.

## Morfología
El adulto mide de veintitrés a veintiséis centímetros de largo y presenta un plumaje de color dorado y negro en la cabeza, espalda y alas. Su cara y cuello son negros con un borde blanco, y el frente, las ancas y las patas también son negras. En invierno pierde el plumaje oscuro y lo reemplaza por otro más amarillento en la cara, con partes bajas de color blanco.
Es similar a los otros dos chorlitos dorados, el chorlito dorado común y el chorlo pampa. El asiático es de menor tamaño y tiene patas más largas que el común, Pluvialis apricaria, que también tiene plumas axilares blancas. Se asemeja muchísimo al pampa, Pluvialis dominica, y en un momento se los consideró de la misma especie. El chorlito dorado asiático tiene complexión más delgada que la especie americana, una proyección primaria más corta y patas más largas, y un tono amarillo más vivo en su parte posterior.

## Zona de distribución
El chorlito dorado asiático habita la tundra del Ártico, desde el extremo norte de Asia hasta el oeste de Alaska. Anida sobre el suelo, en una zona seca abierta. 
Es un ave migratoria y pasa el invierno en el sur de Asia y en Australasia. Un número reducido de ejemplares migra hacia California y Hawái, en los Estados Unidos. También es un ave accidental en Europa Occidental.

## Alimentación
Se alimenta de insectos, crustáceos, arañas y frutos rojos, que encuentra en la tundra, en campos, playas y otras zonas llanas, generalmente con la vista.